# ECC83

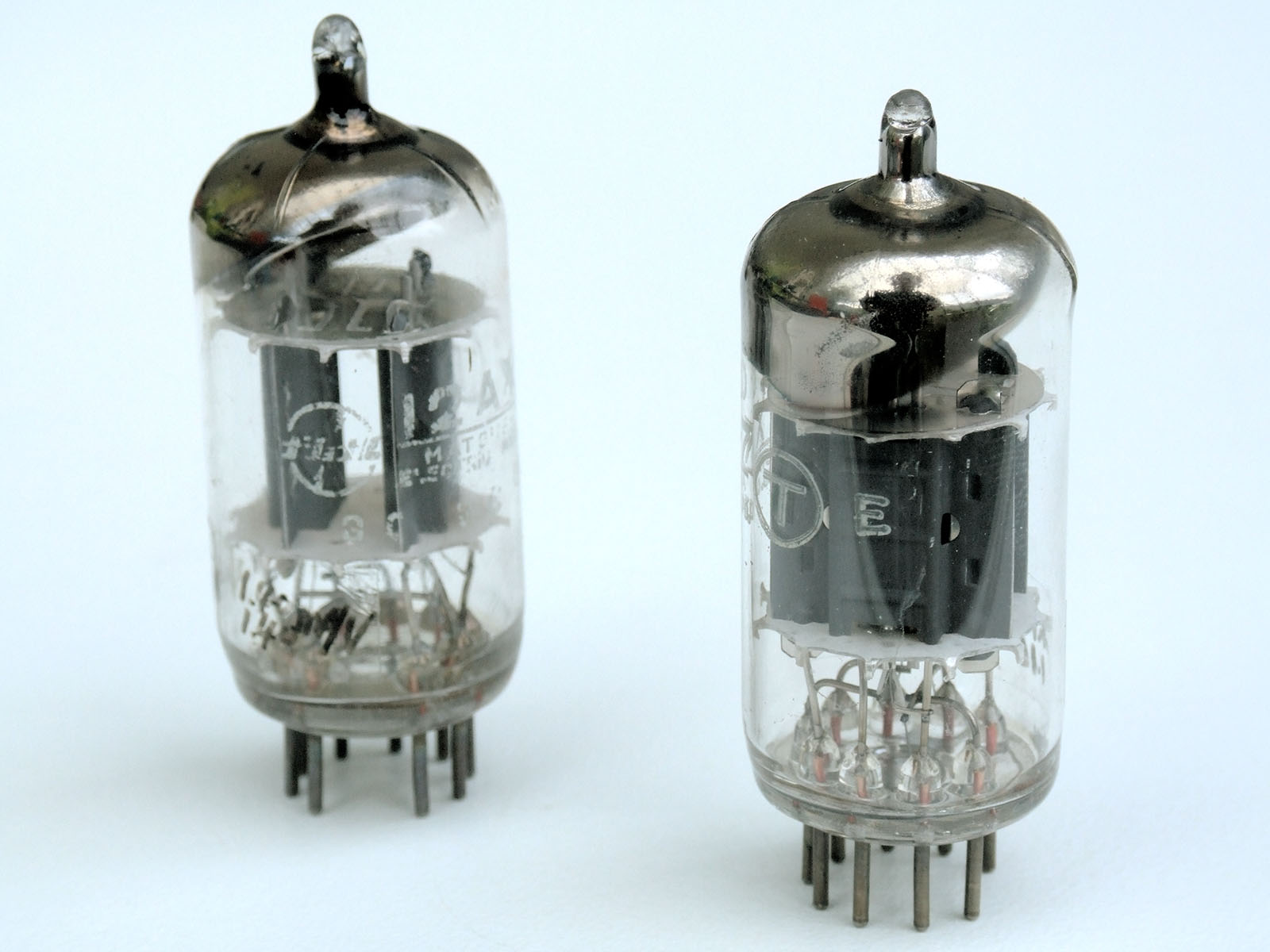
12AX7 Matsushita

L'ECC83, 7025 ou 12AX7, est une petite double triode à fort gain en tension. Elle a été mise sur le marché le 15 septembre 1947.

## Présentation

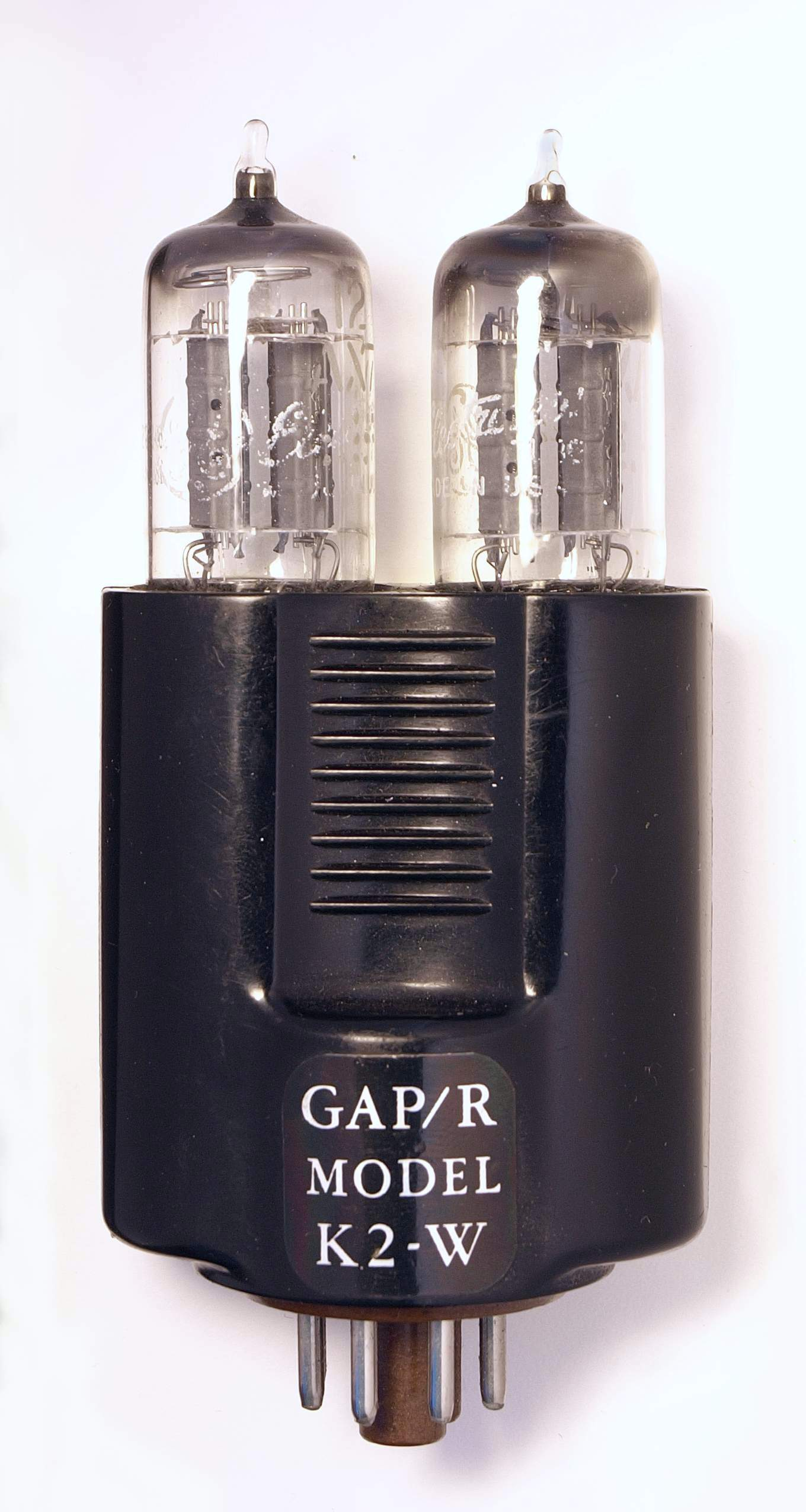
AOP à tubes K2-W.

Ce tube est du type NOVAL et se fixe sur support (9 broches). Une ECC83 contient deux triodes 6SQ7. Il est depuis les années 1950 principalement utilisé comme étage préamplificateur dans les appareils Hi-Fi et dans les amplificateurs pour guitares électriques. Ce tube de puissance modeste peut être utilisé comme inverseur de phases (pour les push-pull), ou comme amplificateur en tension (montage cathode commune) ou en courant (cathode-follower ou suiveur cathodyne)
Le premier AOP disponible en grande série (le K2-W de la société GAP/R en janvier 1953) utilisait deux 12AX7,.

## Utilisation
Les deux triodes sont utilisables indépendamment l'une de l'autre, ce tube est la plupart du temps utilisé avec une polarisation par résistance de cathode.

## Caractéristiques
Les caractéristiques dépendent du fabricant et sont données à titre indicatif.
- Support Noval
- Chauffage 6,3V 300 mA ou 12,6V 150 mA
- Tension d'anode maximum 300V
- Dissipation anodique 1W (par anode)
- µ = 100

## Fabricants
- Mazda (ancien tube)
- Mullard (ancien tube)
- RFT (ancien tube)
- Telefunken (ancien tube)
- General Electric(GE) (ancien tube)
- Philips (ancien tube)
- Tesla (ancien tube)
- JJ (tube neuf)
- Sovtek 12AX(tube neuf)
- Svetlana ou SED (tube neuf)
- EI (ancien tube)
- Electro-Harmonix (tube neuf)